# Chuck Bednarik Award
Der Chuck Bednarik Award wird jährlich durch den Maxwell Football Club an den besten Abwehrspieler im College Football verliehen. Wahlberechtigt sind die Trainer der College-Football-Mannschaften, Journalisten und die Mitglieder des Maxwell Football Club. Die gewählten Spieler werden jährlich geehrt. Durch die Verleihung des Preises steigern die Spieler ihr Prestige. Ein Geldpreis ist mit der Ehrung nicht verbunden.
Der Preis wird zu Ehren von Chuck Bednarik, einem ehemaligen American-Football-Spieler der Philadelphia Eagles und Mitglied in der Pro Football Hall of Fame verliehen.

## Preisträger
| Jahr | Name               | College        |
| ---- | ------------------ | -------------- |
| 1995 | Pat Fitzgerald     | Northwestern   |
| 1996 | Pat Fitzgerald     | Northwestern   |
| 1997 | Charles Woodson    | Michigan       |
| 1998 | Dat Nguyen         | Texas A&M      |
| 1999 | LaVar Arrington    | Penn State     |
| 2000 | Dan Morgan         | Miami          |
| 2001 | Julius Peppers     | North Carolina |
| 2002 | E. J. Henderson    | Maryland       |
| 2003 | Teddy Lehman       | Oklahoma       |
| 2004 | David Pollack      | Georgia        |
| 2005 | Paul Posluszny     | Penn State     |
| 2006 | Paul Posluszny     | Penn State     |
| 2007 | Dan Connor         | Penn State     |
| 2008 | Rey Maualuga       | USC            |
| 2009 | Ndamukong Suh      | Nebraska       |
| 2010 | Patrick Peterson   | LSU            |
| 2011 | Tyrann Mathieu     | LSU            |
| 2012 | Manti Te'o         | Notre Dame     |
| 2013 | Aaron Donald       | Pittsburgh     |
| 2014 | Scooby Wright III  | Arizona        |
| 2015 | Tyler Matakevich   | Temple         |
| 2016 | Jonathan Allen     | Alabama        |
| 2017 | Minkah Fitzpatrick | Alabama        |
| 2018 | Josh Allen         | Kentucky       |
| 2019 | Chase Young        | Ohio State     |
| 2020 | Zaven Collins      | Tulsa          |
| 2021 | Jordan Davis       | Georgia        |
| 2022 | Will Anderson      | Alabama        |
| 2023 | Payton Wilson      | NC State       |
| 2024 | Travis Hunter      | Colorado       |